# Cystopteris montana
Cystopteris montana là một loài thực vật có mạch trong họ Woodsiaceae. Loài này được (Lam.) Bernh. ex Desv. miêu tả khoa học đầu tiên năm 1806.

## Hình ảnh

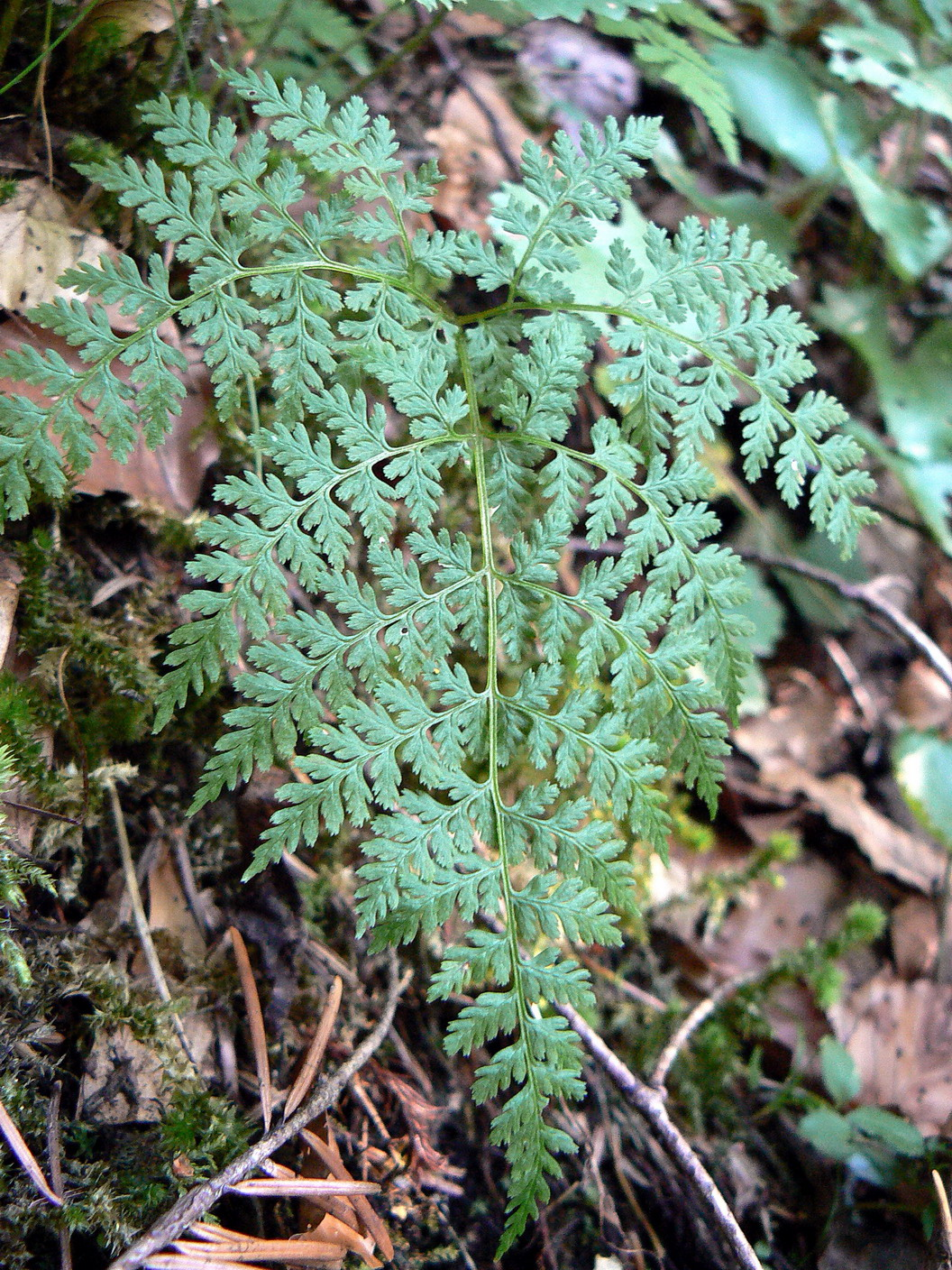
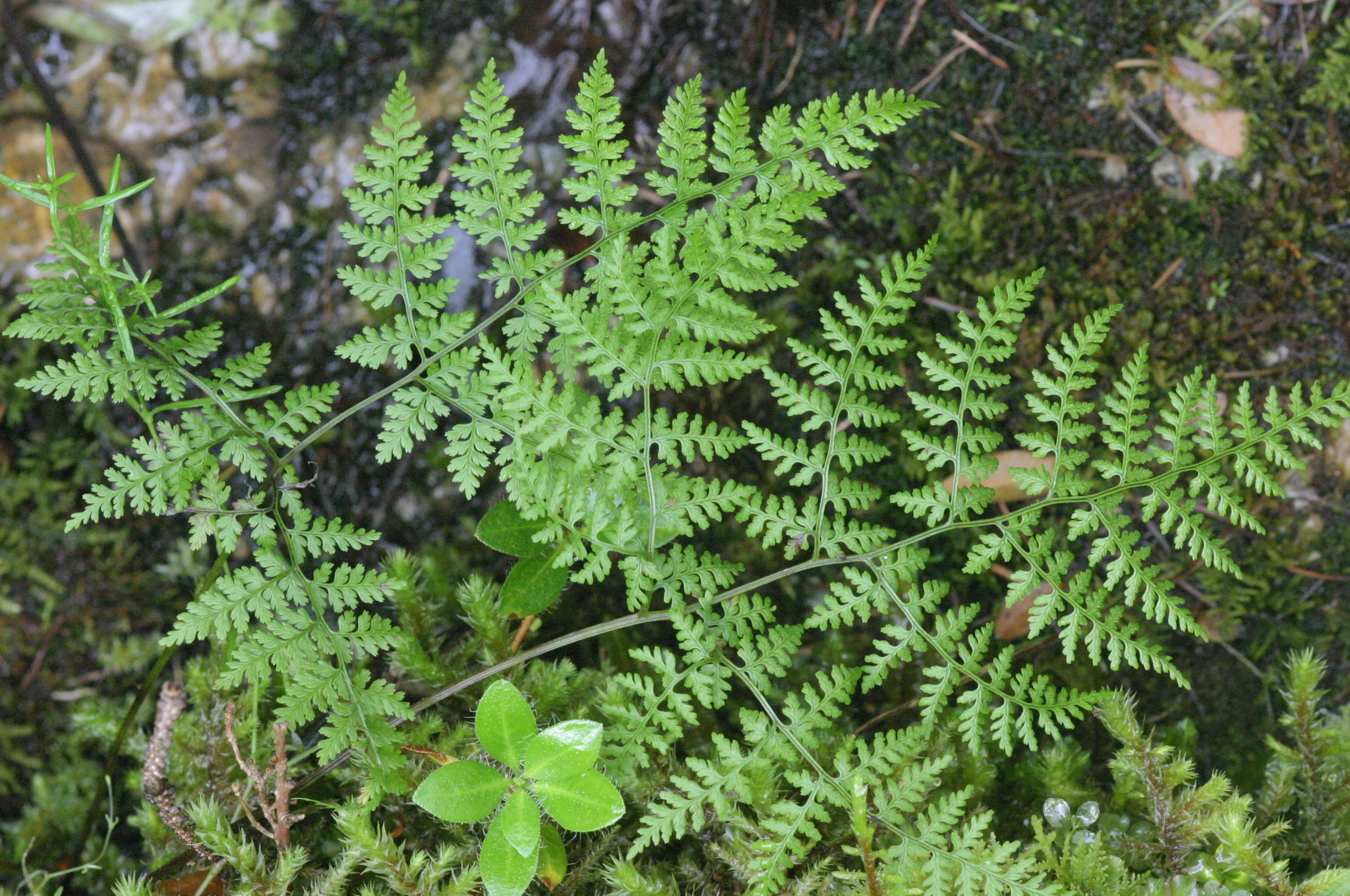
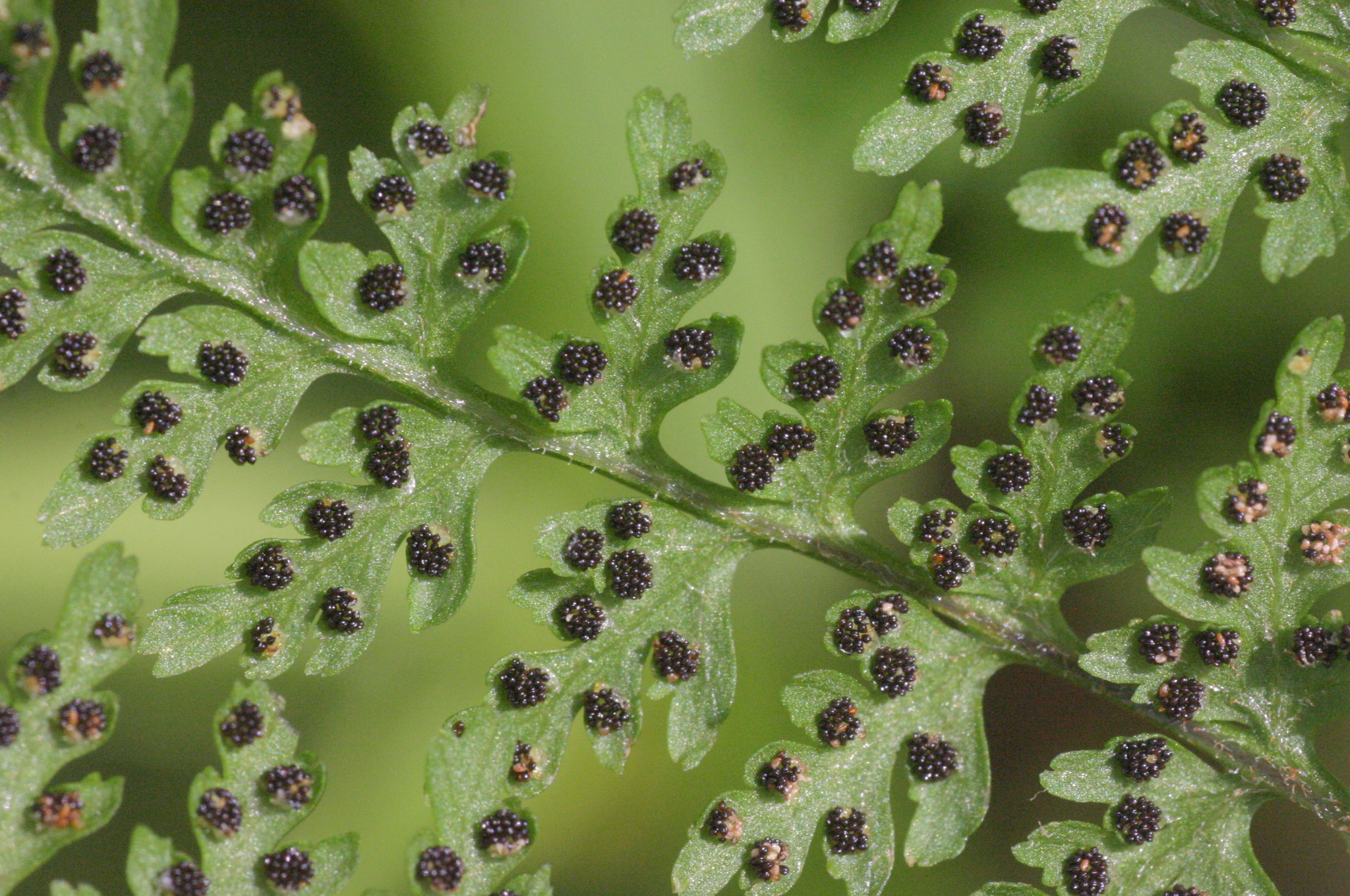
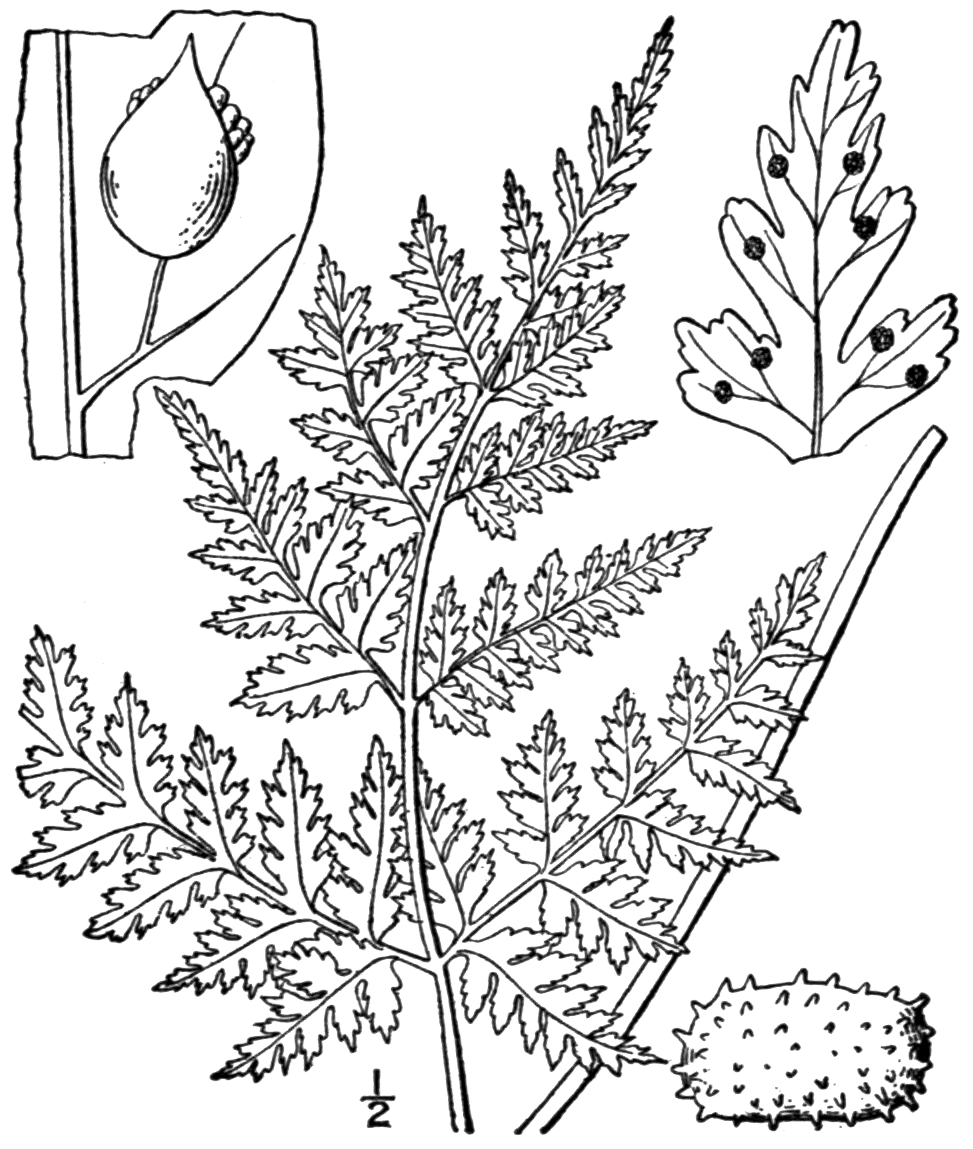